# Jacques Genest
Jacques Genest CC (Montreal, 29 de maio de 1919 – Montrel, 5 de janeiro de 2018) foi um médico canadense.
Genest estudou medicina na Universidade de Montreal, onde obteve um grau de M.D.. No pós-doutorado esteve na Universidade Harvard e realizou pesquisas clínicas na Universidade Johns Hopkins e no Rockefeller Institute. Retornou para o Canadá, onde fundou e dirigiu o Clinical Research Institute em Montreal. Em 1964 foi diretor da Faculdade de Medicina em Montreal.
Recebeu o Prêmio Internacional da Fundação Gairdner de 1963. É fellow da Sociedade Real do Canadá, da qual recebeu em 1968 a Medalha Flavelle. Em 1967 foi Companion da Ordem do Canadá e em 1991 Grande Oficial da National Order of Quebec. Em 1994 foi induzido na Canadian Medical Hall of Fame.

## Obras
- com M. Cantin: The heart as an endocrine gland, Hypertension, Volume 10, 1987, p. 118–121.
- com M. Cantin: Atrial natriuretic factor, Circulation, Volume 75, 1987, p. I118-124.
- com D. Ganten, J.L. Minnich, P. Granger, K. Hayduk, H.M. Brecht, A. Barbeau, R. Boucher: Angiotensin-forming enzyme in brain tissue, Science., Volume 173, 1971, p. 64–65.
- com W. Nowaczynski, R. Boucher, O. Kuchel: Role of the adrenal cortex and sodium in the pathogenesis of human hypertension, Can Med Assoc J., Volume 118, 1978, p. 538–549.
- com W. Nowaczynski, R. Boucher, O. Kuchel, J.M. Rojo-Ortega: Aldosterone and renin in essential hypertension, Can Med Assoc J., Volume 113, 1975, p. 421–431.